# ミス・アンノーン
「ミス・アンノーン」（Miss Unknown）は、スウェーデンの歌手エリック・サーデの6作目のプロモーションシングル。

## 概要
マーチング (イン・ザ・ネーム・オブ・ラブ)と同時発売されたプロモーションシングルで、2作とも通常のシングルとほぼ同じ扱いを受けた。

## 収録曲
1. ミス・アンノーン "Miss Unknown"